# Осельки (селище)
Осельки (рос. Осельки) — селище у Всеволожському районі Ленінградської області Російської Федерації.
Населення становить 1701 особу. Належить до муніципального утворення Лесколовське сільське поселення.

## Історія
Від 1 серпня 1927 року належить до Ленінградської області.

## Населення
| 1997 | 2002  | 2007  | 2010  | 2013  | 2017  |
| ---- | ----- | ----- | ----- | ----- | ----- |
| 2196 | ↘1717 | ↗1762 | ↘1716 | ↗1740 | ↘1701 |